# 二毛作
二毛作 （にもうさく）とは、同じ耕地で1年の間に2種類の異なる作物を栽培すること。なお、1年の間に2回同じ作物を作る場合は二期作（にきさく）という。

## 日本における二毛作
日本の気候は夏には稲、冬には麦を栽培するのに適しており、これを二毛作と呼んでいた。もともとは田の稲作や麦作に用いられていたが、イネやムギ以外の作物の栽培でも使われるようになり、二毛作は一年に同じ場所で2つの作物を連続的に栽培することをいうようになった。
二毛作における主たる作物栽培を表作、その収穫後の別の作物の栽培を裏作という。日本で二毛作が広まったのは鎌倉時代で、畿内や西日本一帯に、稲を表作とし麦を裏作とする二毛作が普及した。その後、南北朝時代には、二毛作は関東地方でも行われるようになった。
年に2種の作物を栽培する二毛作では、一年単作の2倍の量の肥料が必要となる。そのため二毛作が普及した中世以降には地力を補うために厩肥や下肥の使用が広まった。だが十分な肥料を確保できるのは人口密集地域の近郊に限られ、鄙びた地域では裏作に麦を作ることはできなかった。さらに湿気に弱い麦は湿田では栽培できない。そのため二毛作の普及は水田の排水設備や土壌の改良を促すことになる。
農林水産省では、農業者戸別所得補償制度により、水田を最大限活用して食料自給率の向上を図るため二毛作に対する助成を行っている。
二毛作の派生形として2年3作、3年5作というものもある。たとえばイネ - ムギ - ダイズの2年3作なら、1年目の春にイネを植え、秋に収穫した後、すぐにムギを播種する。2年目の夏にムギを収穫し、ダイズを播種した後、晩秋〜初冬にダイズを収穫する。2年目の冬は休耕し、3年目は1年目に戻る。ダイズ - ムギ - ダイズ - ムギ - ダイズの3年5作というものもあり、ムギとダイズの播種・収穫の時期は1年目より2年目、2年目より3年目のほうが遅くなる。3年目の冬は休耕し、4年目は1年目に戻る。毎年2作ずつ行う二毛作より耕地の利用効率が悪くなるが、休耕期を利用して圃場の整備ができるメリットもある。
冷涼な北東北ではムギとダイズの収穫・播種期間が重なるため、立毛間播種（りつもうかんはしゅ）といってムギを収穫する前にムギの畝の間にダイズを播種し、その後にムギを収穫する。ダイズを収穫する前にもダイズの畝の間にムギを播種し、その後にダイズを収穫する。このようにして耕地を効率的に利用する研究が進んでいる。

## 中国における二毛作
中国では南部稲作地域ではインディカ米（またはインディカ米とジャポニカ米）の二期作、北部稲作地域ではジャポニカ米の一期作が多いが、北部ではトウモロコシやダイズとの二毛作による生産面積拡大も検討されている。